# Église du Sacré-Cœur-de-Jésus (Vienne-Margareten)
L'église du Sacré-Cœur-de-Jésus est une église catholique romaine de Vienne, dans l'arrondissement de Margareten.

## Histoire
L'église est le premier bâtiment de style néo-roman en briques, avec deux clochers. Il est construit de 1875 à 1879 au 9 Einsiedlergasse selon les plans de Josef Schmalzhofer pour la Congrégation de Notre-Dame de Charité du Bon-Pasteur.
En 1939, l'église devient paroissiale. En 1949, elle est agrandie d'une sacristie.
Elle reçoit aujourd'hui la communauté de Slovénie.

## Architecture
La façade avec les deux clochers a un pignon avec une rosace, une frise d'inspiration romane et un portail circulaire sur plusieurs étages. Le tympan montre le Bon Pasteur et au-dessus la Vierge et l'Enfant. L'intérieur est une nef unique avec des chapelles le long du transept et une tribune pour un orgue.
Dans l'abside, on trouve une fresque sur un fond d'or signée du peintre Josef Kastner représentant le Sacré Cœur de Jésus avec les saints, apôtres et des prophètes entourés par des chœurs d'anges. Le maître-autel représente une crucifixion du sculpteur Franz Schütz de 1946 mettant en scène Marie, Marie-Madelaine, Jean et Longin le Centurion.
Sur la façade du presbytère, il y a une croix en pierre du sculpteur Carl Wollek.

## Source de la traduction
- (de) Cet article est partiellement ou en totalité issu de l’article de Wikipédia en allemand intitulé « Herz-Jesu-Kirche (Wien-Margareten) » (voir la liste des auteurs).